# Phân cấp hành chính Armenia
Armenia được chia thành 11 đơn vị hành chính cấp tỉnh (tiếng Armenia: մարզեր hay marzer), trong đó có 10 tỉnh và thành phố thủ đô Yerevan. Các tỉnh sau đó được chia thành các đô thị, các đơn vị này có thể chỉ có mình nó (không phân chia tiếp) hoặc chia thành các cộng đồng dân cư là thị trấn và làng.
Người đứng đầu tỉnh được chính phủ chỉ định trong khi đó người đứng đầu thủ đô do tổng thống chỉ định.

## Cấp tỉnh
Dưới đây là danh sách các tỉnh với dân cư, diện tích và mật độ dân số. Các số liệu được tham chiếu từ Cơ quan Thống kê quốc gia Armenia. Tỉnh Gegharkunik bao gồm Hồ Sevan với diện tích 1.278 kilômét vuông (493 dặm vuông Anh) trong lãnh thổ của nó.
| Tỉnh        | Dân số    | %     | Mật độ                     |
| ----------- | --------- | ----- | -------------------------- |
| Yerevan     | 1.091.235 | 36,3% | 5.196,4/km2 (13.459/sq mi) |
| Shirak      | 257.242   | 8,6%  | 96,0/km2 (249/sq mi)       |
| Armavir     | 255.861   | 8,5%  | 206,2/km2 (534/sq mi)      |
| Lori        | 253.351   | 8,4%  | 66,8/km2 (173/sq mi)       |
| Ararat      | 252.665   | 8,4%  | 126,1/km2 (327/sq mi)      |
| Kotayk      | 241.337   | 8,0%  | 114,9/km2 (298/sq mi)      |
| Gegharkunik | 215.371   | 7,2%  | 58,9/km2 (153/sq mi)       |
| Syunik      | 134.061   | 4,5%  | 29,8/km2 (77/sq mi)        |
| Aragatsotn  | 126.278   | 4,2%  | 45,8/km2 (119/sq mi)       |
| Tavush      | 121.963   | 4,1%  | 39,1/km2 (101/sq mi)       |
| Vayots Dzor | 53.230    | 1,8%  | 22,1/km2 (57/sq mi)        |

## Cấp dưới tỉnh
Dưới cấp tỉnh là các cộng đồng (hamaynkner, hamaynk). Mỗi cộng đồng có thể là không phân chia hoặc bao gồm một hoặc nhiều khu vực định cư (bnakavayrer, số ít bnakavayr). Các khu vực định cư này được phân loại thành hoặc là thị trấn (kaghakner, số ít kaghak) hoặc làng (gyugher, số ít gyugh). Đến năm 2007, Armenia có 915 cộng đồng, trong đó 49 là khu vực đô thị và 866 là khu vực nông thôn. Thủ đô cũng là một cộng đồng. Ngoài ra, Yerevan cũng được chia thành 12 khu vực bán tự chủ.